# Santa Monica Place
Santa Monica Place jest centrum handlowym w Santa Monica w Kalifornii. Zostało zaprojektowane przez architekta Franka Gehry’ego. Położone jest na południowym końcu sławnej Third Street Promenade i dwie przecznice od plaży i Santa Monica Pier. Całkowita powierzchnia handlowa wynosi 475,000 sq ft.
Centrum otworzono w roku 1980, w miejscu przyległym do starego centrum handlowego na Trzeciej ulicy (Third Street Mall), w latach 1991 i 1996 zostało odnowione. Składa się z ponad 90 sklepów, wśród nich największy Macy's, zajmujący 152,000 stóp kwadratowych na trzech poziomach. W budynku jest wiele restauracji i kino (ArcLight Movie Theatre).
Santa Monica Place kilkakrotnie był miejscem akcji filmów kinowych i telewizyjnych, między innymi Terminator 2 i Beverly Hills 90210.